# Скоморохи (гміна)
Ґміна Скоморохи — колишня (1934—1939 рр.) сільська ґміна Сокальського повіту Львівського воєводства Польської республіки. Центром ґміни було село Скоморохи.
Ґміну Скоморохи було утворено 1 серпня 1934 р. у межах адміністративної реформи в ІІ Речі Посполитій із дотогочасних сільських ґмін: Барані Перетоки, Теляж, Городиловичі, Ільковичі, Печигори, Скоморохи, Станіславівка, Стенятин, Свитазів, Ульвівок.
27 вересня 1939 р. відповідно до Пакту Молотова — Ріббентропа територія ґміни була зайнята радянськими військами, але Договором про дружбу та кордон між СРСР та Німеччиною Сталін обміняв лівобережжя Бугу на Литву і до 12 жовтня радянські війська відійшли за Буг і Солокію та передали меншу лівобережну частину ґміни з селами Теляж, Городиловичі, Печигори й Ульвівок німцям (включена до Дистрикту Люблін Генеральної губернії, в 1944 р. віддана Польщі, а в 1951 р. передана СРСР). Більша (правобережна) частина 17 січня 1940 р. включена до Сокальського району Львівської області, а в 1941—1944 рр. входила до Дистрикту Галичина.